# سیارک ۱۴۵۵۸۸
سیارک ۱۴۵۵۸۸ (به انگلیسی: 145588 Sudongpo، نامگذاری:2006PQ17) صد و چهل و پنج هزار و پانصد و هشتاد و هشتمین سیارک کشف شده‌است که در ۱۵ اوت ۲۰۰۶ کشف شد.